# Dobe
Dobe es una localidad caboverdiana del municipio de São Domingos.

## Geografía
La localidad está situada en la isla de Santiago.

## Organización territorial
La localidad abarca los lugares y barrios de:
- Dobe
- Tinca